# Скити (Авелино)
Скити (итал. Schiti) је насеље у Италији у округу Авелино, региону Кампанија.
Према процени из 2011. у насељу је живело 248 становника. Насеље се налази на надморској висини од 394 м.